# أونر كارتر
أونر كارتر (بالإنجليزية: Honor Carter) هي مديرة وعارضة نيوزيلندية، ولدت في 14 يوليو 1982 في بلنهيم في نيوزيلندا.